# Дефлеш, Эжен-Жан-Клод-Жозеф
Эже́н-Жан-Клод-Жозе́ф Дефле́ш (фр. Eugène-Jean-Claude-Joseph Desflèches MEP, 13 февраля 1814 года, Франция — 8 ноября 1887 года, Монбетон, Франция) — католический прелат, первый католический епископ Чунцина, апостольский викарий Восточного Сычуаня с 2 апреля 1856 года по 11 февраля 1883 год, миссионер, член миссионерской организации «Парижское общество заграничных миссий».

## Биография
В 1837 году Жозеф Дефлеш вступил в миссионерскую организацию «Парижское общество заграничных миссий». 23 декабря 1837 года был рукоположён в священника, после чего его отправили на миссию в Китай.
18 декабря 1840 года Римский папа Григорий XVI назначил Эжена-Жана-Клода-Жозефа Дефлеша титулярным епископом Синитиса. В 1844 году был назначен вспомогательным епископом апостольского викариата Сычуаня. 28 апреля 1844 года состоялось рукоположение Жозефа Дефлеша в епископа, которое совершил апостольский викарий Северо-Западного Сычуаня епископ Жак-Леонар Перошо.
2 апреля 1856 года Римский папа Пий IX учредил апостольский викариат Восточного Сычуаня и назначил Жозефа Дефлеша его первым ординарием.
11 февраля 1883 года подал в отставку. 20 февраля 1883 года Римский папа Лев XIII назначил Жозефа Дефлеша титулярным архиепископом Клаудиополиса Гонориады.
Скончался 8 ноября 1887 года в Монбетоне.